# 断崖

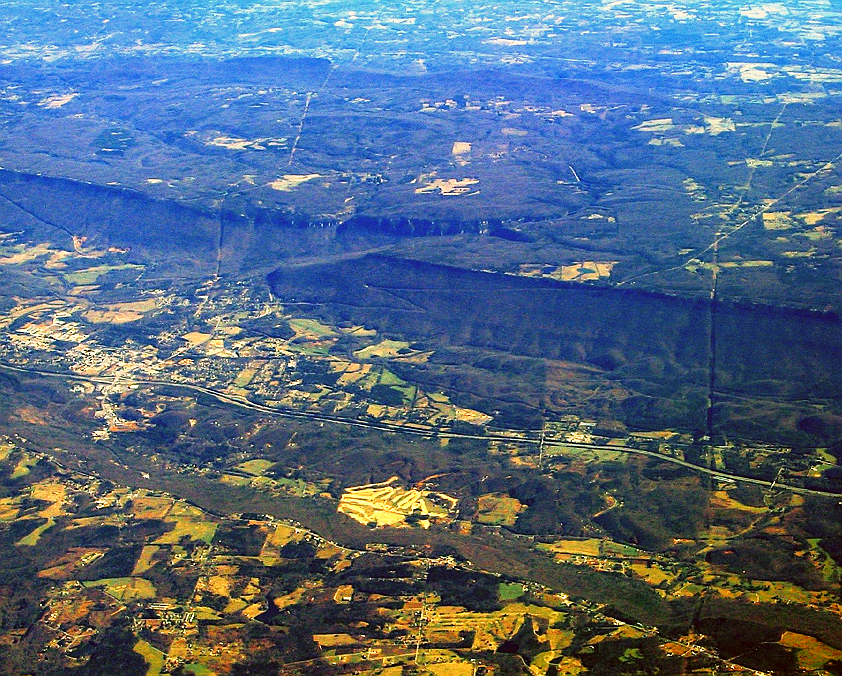
單面山的断崖面，美国田纳西州坎伯兰高原

断崖（英語：escarpment）是一种陡坡或长悬崖，因断层或侵蚀引起，将两片相对平整的陆地隔开形成不同的海拔。

## 形成
断崖通常由两种过程之一形成：要么是由沉积岩的差异侵蚀作用所引起，要么是由于地球地壳沿着地质斷層处垂直移动而造成。第一种过程是最常见的类型：断崖是一系列沉积岩到另一系列成分、岩石年龄都不同的沉积岩的转变而导致的。斷崖也经常形成。当断层使地面发生位移，使一侧高于另一侧时，就会形成斷層崖。这可能发生在傾向断层中，或者当走滑断层将一块高地带到低地附近时。